# Darn That Dream
Darn That Dream ist eine Komposition von Jimmy Van Heusen mit einem Text von Eddie DeLange aus dem Jahr 1939, der sich zum Jazzstandard entwickelte.

## Kennzeichen des Songs
Darn That Dream ist eine Ballade mit 32 Takten in der Liedform AA'BA'. Der Song folgt zwar der unkomplizierten AABA-Form, baut jedoch auf einer schwierig zu singenden Melodie und einer chromatischen Harmonie auf.
DeLange nutzt diese Melodie für einen Liedtext, in dem ein Traum verflucht wird, der jede Nacht geträumt werde und in dem der Geliebte Zuneigung zeigt, der aber nicht in Erfüllung gehe: „Du sagst, du liebst mich, und du hältst mich fest. Aber wenn ich aufwache, dann finde ich dich nicht.“ 
DeLange beginnt alle vier Abschnitte mit dem Wort „Darn“, was sowohl „verflixt“ als auch „verdammt“ heißen kann, gefolgt von zunächst „dieser Traum“, dann „deine Lippen“ bzw. „deine Augen“, „dass einer meinen Verstand verfolgt“ und schließlich wieder „dieser Traum“. DeLange beendet jeden A-Abschnitt mit der Zeile „Oh, verdammt, dieser Traum“, der Aufhänger-Phrase des Songs. Am Ende holt er sich die gesamte Situation vor Augen: Der Erzähler „kann nicht verstehen, dass es dir egal ist. Um die Stimmung zu ändern, in der ich bin, würde ich einen hübschen alten Alptraum begrüßen.“ Dieser drastische Stimmungswechsel von tiefer Enttäuschung zu schrägem Humor fällt mit dem Tonartwechsel der Melodie in der Brücke (von G-Dur nach Es-Dur) zusammen.

## Geschichte des Songs
Die Ballade wurde für das Broadway-Musical Swingin’ the Dream geschrieben, das eine musikalische, „swingende“ Fassung von William Shakespeares Komödie A Midsummer Night´s Dream (Sommernachtstraum) ist. Dort taucht der Song mehrfach auf. In der Uraufführung wurde er von Louis Armstrong (als Bottom), Maxine Sullivan (als Tatiana, der Elfenkönigin), Bill Bailey und den drei Elfen, dargestellt von den Dandridge Sisters Dorothy Dandridge, Vivian Dandridge und Etta Jones, begleitet vom Benny Goodman Orchestra, gesungen. Die Show war aufgrund des Staraufgebot sehr teuer und wurde nach 13 Aufführungen abgesetzt, weil sie sich ökonomisch nicht trug. 
Goodman nahm aber den Titel ins Repertoire und spielte ihn als Platte ein. Binnen kurzem zeigte sich das Potenzial des Stücks, das 1940 dreimal in die Hitparade kam:
- Benny Goodman and His Orchestra (1940, Gesang: Mildred Bailey, #1)
- Blue Barron and His Orchestra (1940, Gesang: Russ Carlyle, #14)
- Tommy Dorsey and His Orchestra (1940, Gesang: Anita Boyer, #16)

Weitere Aufnahmen folgten durch Doris Day und durch Billie Holiday (1940), bald auch durch Dinah Washington.

## Erfolg im Jazz
Zu einem Jazzstandard wurde das Lied spätestens 1950 durch die Aufnahme mit Kenny Hagood und den Metronome All Stars, besser bekannt als Miles Davis Nonet (wiederveröffentlicht auf dem Album Birth of the Cool). Weniger der Gesang von Hagood, der den Song nach Ansicht von Hans-Jürgen Schaal nicht viel anders interpretiert als Billy Eckstine dies getan hätte, hebt das Potenzial des Songs, sondern das Arrangement von Gerry Mulligan. Danach spielte ihn auch Dave Amram und – in einem Arrangement von Jimmy Heath – Chet Baker. 
Weiterhin wurde er auch von Pianisten wie George Shearing, Erroll Garner, Thelonious Monk, Ahmad Jamal, Red Richards, Bill Evans oder Rein de Graaff aufgenommen wurde. Nach einer Einspielung des Quintetts von Clifford Brown und Max Roach 1954 wurde das Stück zum „Muss“ für Musiker wie Kenny Dorham, Hank Mobley oder Dexter Gordon. 1992 spielte ihn Paul Motian mit seiner Electric Bebop Band ein.